# Marlboro Flashbacks
De Marlboro Flashbacks Tour was een muziektournee waarbij bekende Nederlandse bands nummers van andere bekende artiesten speelden.

## Geschiedenis
Marlboro Flashbacks werd georganiseerd door Marlboro, dat op deze manier reclame in de muziekbranche maakte. Door niet direct reclame te maken maar slechts hun naam te ontlenen aan het evenement ontdoken ze de toenmalige regels op tabaksreclame. De slagzin van de tournees was "Small Places, Big Music", wat inhield dat ze grotere artiesten lieten spelen in kleine clubs en cafés.
De deelnemende uitgaansgelegenheden waren onder andere Stairway to Heaven in Utrecht, Clinique in Maastricht, Café Bolle in Tilburg, De Spieghel/D'Ubée in Groningen, Le Monde in Enschede, Café Bachus/Al Hambra in Leiden, Plaza Cafe in Arnhem en Plan C in Rotterdam. De tournee werd steevast afgesloten met een optreden in Paradiso Amsterdam.
In de eerste jaren werden veelal gevestigde artiesten gevraagd om een flashback te verzorgen. Later werden dat meer en meer opkomende bands. De meeste bands kozen ervoor een belangrijke inspiratiebron van zichzelf te vertolken. Meestal brachten de artiesten een ode aan een enkele andere artiest, soms kozen bands ervoor om een ander thema te kiezen. Zo bracht The Scene nummers uit het jaar 1978, het jaar dat de band opgericht was. Een tournee bestond meestal uit slechts acht optredens. Op 29 december 1999 werd er eenmalig een Flashbacks-festival georganiseerd in Paradiso. Dit was een eenmalig concert, waarbij verschillende artiesten optraden.
Naast de tournee bracht Marlboro ook een muziekblad uit onder de titel Backstage. Hierin stonden interviews met de deelnemende artiesten, alsmede algemeen popnieuws. De slotoptredens van de tournees werden rechtstreeks uitgezonden op de radio door KinkFM en, later in ingekorte vorm, op televisie door Net5. Diverse artiesten brachten ook livealbums uit van een van hun Flashback-concerten.
In 2002 werd de reclame voor tabaksproducten nog meer aan banden gelegd. De laatste concerten werden daarom gegeven onder de naam Flashbacks, maar wel nog duidelijk in de stijl van Marlboro. Hierna trok de sigarettenfabrikant de stekker uit het project.

## Deelnemende artiesten

### 1996
- Herman Brood - Frank Sinatra in reggae style
- Hallo Venray - Neil Young
- Ernst Jansz band - Otis Redding
- De Jazzpolitie - Joe Jackson
- The Pilgrims - The Rolling Stones en The Beatles
- Ten Sharp - Woodstock Heroes
- Hans Vandenburg - The Mothers of Invention en Frank Zappa
- Henk Westbroek - The Kinks

### 1997
- Bettie Serveert - Velvet Underground
- Gorefest - Deep Purple
- Raymond van het Groenewoud - Lou Reed
- Loïs Lane - Abba
- The Scene - het muziekjaar 1978
- Ten Sharp - Crowded House
- The Treble Spankers - The Shadows
- Tröckener Kecks - Dutch Nostalgia

### 1998
- Claw Boys Claw - Iggy Pop
- Daryll-Ann - The Byrds
- Marcel de Groot - The Beatles
- De Raggende Manne - (s)Tommy van The Who
- Skik - The Rolling Stones
- Supersub - Paul Weller, The Jam en The Style Council
- Van Dik Hout - David Bowie

### 1999
- BLØF - Doe Maar
- Caesar - The sound of Motown
- Ilse DeLange - John Hiatt
- IsOokSchitterend - Dire Straits
- Trijntje Oosterhuis - Stevie Wonder
- Volumia! - Joe Cocker

### Slotconcert 1999
- BLØF - Counting Crows
- Nits - Leonard Cohen
- Loïs Lane - The Supremes
- Postmen - Bob Marley
- Ten Sharp - R.E.M.

### 2000
- Billy the Kid - Rod Stewart
- Candy Dulfer - 70s funk
- Grof Geschut - The Police
- Heideroosjes - Ramones
- Kane - U2
- Nilsson - Queen
- Postmen - Bob Marley

### 2001
- Birgit - Lenny Kravitz
- E-Life - Flashback to hiphop
- Green Lizard - Nirvana
- Handsome 3some - Björk
- Dilana Smith - Skunk Anansie
- Travoltas - The Beach Boys

### 2002
- 16 Down - Radiohead
- Judith - Madonna
- Ronald Molendijk - Disco en vinyl
- Racoon - Faith No More
- Rudeboy - Public Enemy